# 봉분
봉분(封墳)은 흙더미를 쌓아올려 만든 둥근 모양의 무덤을 말한다. 무덤이 비 등에 씻겨 내려가는 것을 막기 위해서 위에 떼(뿌리채로 떼어낸 잔디)를 입히기도 한다. 한국 전통장례양식인 토장에서 흔히 볼 수 있는 무덤이다.